# Őrtilos
Őrtilos est un village et une commune du comitat de Somogy en Hongrie.